# Карибов, Анатолий Шамсутдинович
Анато́лий Шамсутди́нович Кари́бов (род. 2 июня 1955 года, Махачкала, Дагестанская АССР, РСФСР, СССР) — российский государственный деятель. Депутат Народного Собрания Республики Дагестан, председатель Комитета по национальной политике, вопросам общественных и религиозных объединений и межпарламентским связям. И.о Председателя Правительства РД (2018) 

## Биография
Родился 2 июня 1955 года в г. Махачкале Дагестанской АССР. По национальности — лезгин. Окончил Дагестанский государственный университет в 1976 году.
В советский период занимал различные партийные и государственные должности в Дагестанской АССР.
В 2002—2006 годах являлся заместителем министра по делам молодежи и туризму Дагестана.
С 2006 по 2008 гг. — первый заместитель министра культуры и туризма Дагестана.
С 2008 по 2013 гг. — руководитель Агентства по туризму Дагестана. В 2013 году назначен Первым заместителем Председателя Правительства РД.
С 5 февраля по 7 февраля 2018 года — временно исполняющий обязанности Председателя Правительства Республики Дагестан.
С 7 февраля 2018 года по 26 марта 2021 года — Первый заместитель Председателя Правительства Республики Дагестан.
С 26 марта 2021 года по 19 сентября 2021 года — заместитель Председателя Правительства РД.
С 19 сентября 2021 года — Председатель Комитета НС РД по национальной политике, вопросам общественных и религиозных объединений и межпарламентским связям.
Заслуженный работник культуры Республики Дагестан.